# José María Calderón Castro
José María Calderón Castro  (Madrid, 8 de agosto de 1963) es un sacerdote católico español, director de las Obras Misionales Pontificias.

## Biografía
Tras licenciarse en Teología, especialidad de Moral, en la Universidad de Navarra (1986) se ordenó sacerdote el 13 de mayo de 1989. Posteriormente realizó un curso de Evangelización misionera en la Facultad de Teología de la Universidad de San Damaso en Madrid (2009-2010).
Desde su ordenación ha ocupado diversos cargos pastorales: coadjutor de la Parroquia de Nuestra Señora de las Fuentes, párroco en Bustarviejo y Valdemanco; Viceconsiliario, y posteriormente Consiliario de Acción Católica de Madrid; rector del Oratorio del Santo Niño del Remedio y Consiliario de la Delegación Diocesana de Manos Unidas.

### Mundo misionero
Ha estado muy vinculado al mundo misionero, colaborando como capellán y confesor con las Misioneras de la Caridad. El 11 de diciembre de 2007 fue nombrado Delegado Episcopal de Misiones de la Diócesis de Madrid. El 5 de diciembre de 2010 fue nombrado párroco de la Parroquia del Sagrado Corazón de Jesús, convertida en un gran centro misionero donde los misioneros encuentran una iglesia que les acoja y los madrileños tengan una referencia sobre la tarea misionera de la Diócesis de Madrid. El 28 de diciembre de 2017 fue nombrado subdirector nacional de las Obras Misionales Pontificias en España.Durante sus vacaciones, ha visitado acompañado por varios jóvenes con inquietudes misioneras, diversos países en los que ha convivido con misioneros: Cuba, Etiopía, República Dominicana y Sierra Leona entre otros.

#### Director de Obras Misionales Pontificias
El 19 de diciembre de 2018, el cardenal Fernando Filoni, prefecto de la Congregación para la Evangelización de los Pueblos, le nombró director de las OMP por un periodo de cinco años. España contaba en 2019, con aproximadamente 11.000 misioneros repartidos por todo el mundo.
Bajo su dirección, —en el quinquenio 2019-2023—: se renovó la identidad corporativa de las OMP, y se implusó la vocación misionera, especialmente entre los jóvenes; se crearon los premios misioneros anuales Beata Paulina Jaricot y Beato Paolo Manna, para reconocer respectivamente, la labor de los misioneros y de las instituciones que las apoyan; se organizó el Mes Misionero Extraordinario, convocado por el Papa Francisco (2019); y se celebraron varios centenarios misioneros bajo el lema A hombros de gigantes (2022) —el 200ª aniversario del nacimiento de la Obra de la Propagación de la Fe y el centenario de la asunción de las Obras Misionales como Pontificias—.
En enero de 2024, el cardenal Luis Antonio Tagle, pro-prefecto del Dicasterio para la Evangelización le confirmó durante cinco años más (2024-2028) al frente de las Obras Misionales Pontificias.

### Organismos y Asociaciones a las que pertenece
- Director de Obras Misionales Pontificias (2019-2023; 2024-2028).[6][9]
- Miembro de la Congregación para la Evangelización de los Pueblos (desde el 13 de octubre de 2020).[10]
- Miembro del Consejo de Administración de Domus Missionalis —Casa Misional— (2022) que sostiene los colegios misioneros de Roma, donde viven quinientos jóvenes de los territorios de misión.[9]
- Director de la Cátedra extraordinaria de Misionología de la Universidad Eclesiástica San Dámaso.